# Berea (Kentucky)
Berea is een plaats (city) in de Amerikaanse staat Kentucky, en valt bestuurlijk gezien onder Madison County.

## Demografie
Bij de volkstelling in 2000 werd het aantal inwoners vastgesteld op 9851.
In 2006 is het aantal inwoners door het United States Census Bureau geschat op 13.606, een stijging van 3755 (38,1%).

## Geografie
Volgens het United States Census Bureau beslaat de plaats een oppervlakte van
24,3 km², waarvan 24,2 km² land en 0,1 km² water. Berea ligt op ongeveer 312 m boven zeeniveau.

## Plaatsen in de nabije omgeving
De onderstaande figuur toont nabijgelegen plaatsen in een straal van 28 km rond Berea.

## Geboren
- Billy Evans (1932 - 2020), basketballer
- Tony Snow (1955 - 2008), journalist en politiek commentator